# 上蓬田トンネル

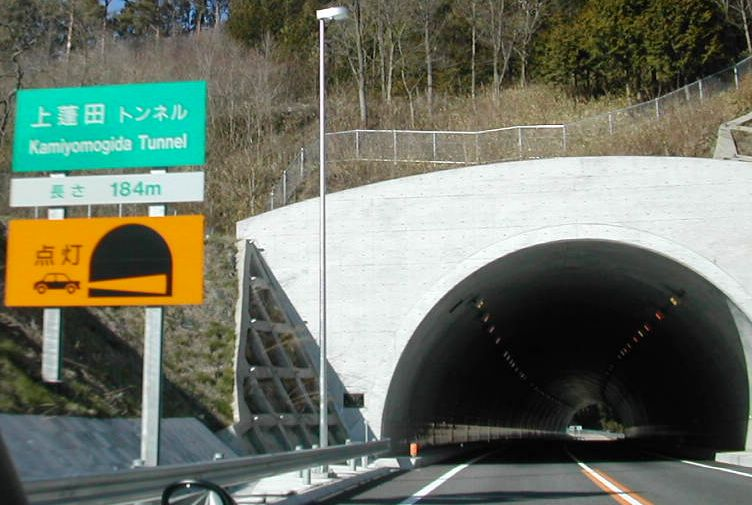
上蓬田トンネル（矢吹側より撮影）

上蓬田トンネル（かみよもぎだトンネル）は、福島県石川郡平田村から田村郡小野町にいたる道路トンネルである。

## 概要
- 全長：184.0m
- 幅員：7.0（9.0）m
- 有効高：4.7m
- 工法：NATM工法
- 施工：田中・秋田・三和特定建設工事共同企業体

平田村上蓬田から小野町雁股田に至り、福島県道42号矢吹小野線あぶくま高原道路を通す。平田インターチェンジから北に約2km進んだ地点に位置し、上下対向2車線で供用されている。地方道改築事業として2001年度より建設され、2004年（平成16年）11月25日に平田IC～小野IC間の開通とともに供用が開始された。総工費は4億9800万円。